# Ingo Bott

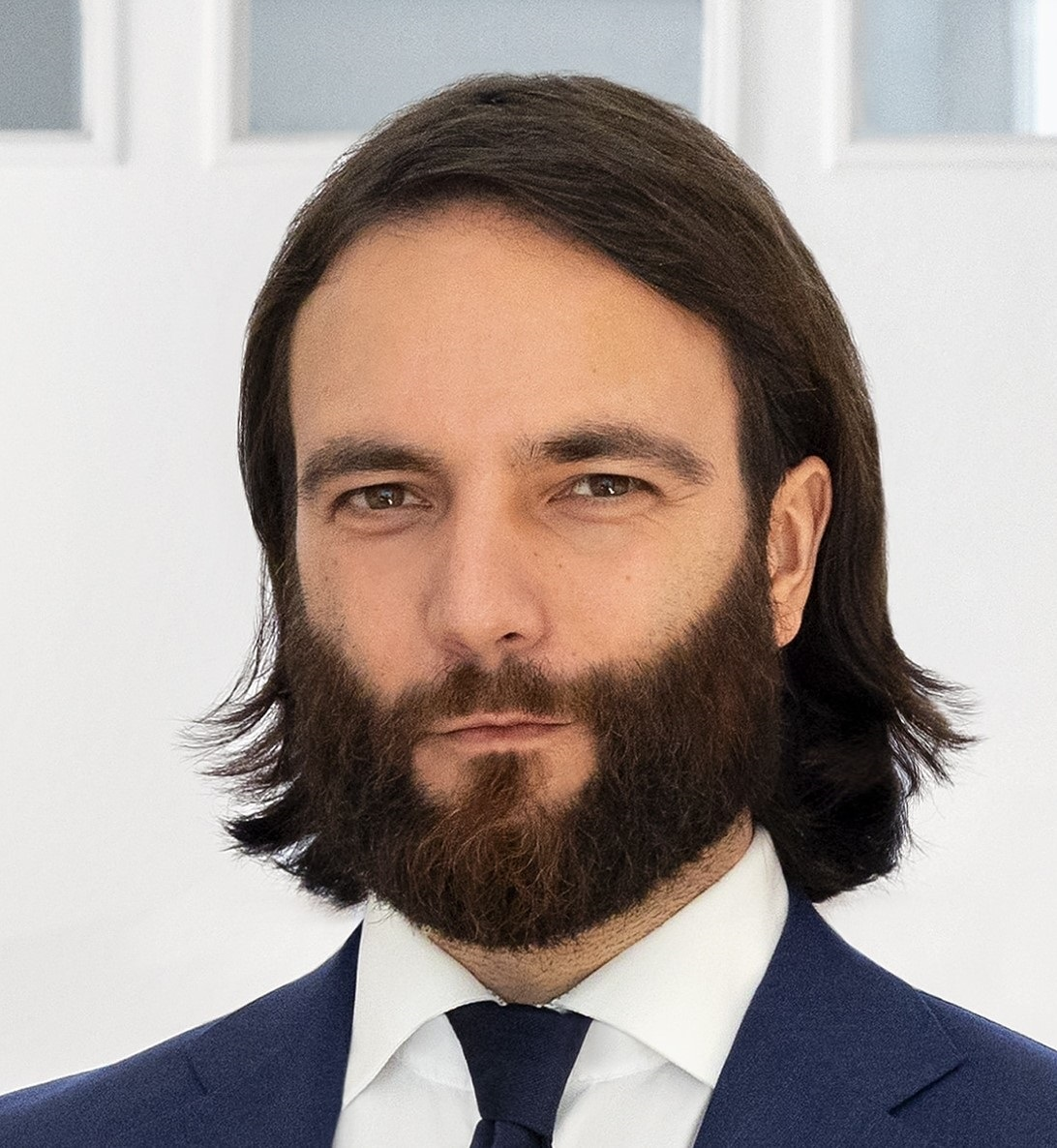
Ingo Bott (2022)

Ingo Bott (* 17. April 1983 in Rastatt) ist ein deutscher Strafverteidiger und Schriftsteller.

## Werdegang
Botts Eltern sind Grundschullehrerin und Ingenieur. Er studierte Rechtswissenschaften in Freiburg, Sevilla und Montevideo. Nach dem Studium war er wissenschaftlicher Mitarbeiter bei Werner Beulke an der Universität Passau. Dort wurde er mit einer Arbeit über den Notstand promoviert.
Nach dem Referendariat arbeitete er ab 2012 in Düsseldorf in einer auf Wirtschaftsstrafrecht spezialisierten Kanzlei. Mit der Verteidigung des Hauptangeklagten im sogenannten Loveparade-Verfahren gründete er 2018 seine eigene Kanzlei.
2017 und 2018 war Bott Dozent für Recht in der Berufspraxis an der Hochschule Niederrhein in Krefeld. Seit 2018 ist er Lehrbeauftragter für EU-Recht und Menschenrechte an der Akademie für wissenschaftliche Weiterbildung des Karlsruher Instituts für Technologie. Seit 2021 ist er Honorarprofessor für Strafrecht, Strafprozessrecht und Compliance an der Universidad Tecnológica del Perú in Lima.
In der Dokumentation „Die Verhandlung“ von Dominik Wessely, die 2021 einen Grimme-Preis gewann, und im Podcast „Trauma Loveparade – 10 Jahre nach der Katastrophe“ vertrat er die Perspektive der Verteidigung.
Im Juli 2025 übernahm Bott, zuerst mit Otmar Kury, dann allein die Verteidigung von Christina Block in einem Prozess um Sorgerechts-Streitigkeiten und Kindesentführung.

## Publikationen (Auswahl)

### Monographie
- In dubio pro Straffreiheit? – Untersuchungen zum Lebensnotstand. C.F. Müller, Heidelberg 2011, ISBN 978-3-8114-5425-5.

### Einzelwerke
- In einem anderen Land. Eine traurige Komödie. 2007.
- Die Mondmonologe. 2011.
- Das Recht zu strafen. Grafit Verlag, Dortmund 2017, ISBN 978-3-89425-495-7.
- mit Arno Strobel: Gegenspieler – Bischoff und Pirlo ermitteln. Fischer, Frankfurt am Main 2024, ISBN 978-3-596-71048-5.
  - als Hörbuch: Argon, Berlin 2024, gelesen von Sascha Rotermund und Dietmar Wunder, ISBN 978-3-7324-7711-1.

### Reihe Strafverteidiger Pirlo
- Pirlo – Gegen alle Regeln. FISCHER Scherz, Frankfurt am Main 2021, ISBN 978-3-651-00104-6.
- Pirlo – Falsche Zeugen. FISCHER Scherz, Frankfurt am Main 2022, ISBN 978-3-651-00114-5.
- Pirlo – Gefährlicher Freispruch. FISCHER Scherz, Frankfurt am Main 2023, ISBN 978-3-651-02506-6.
- Pirlo – Doppeltes Spiel. FISCHER Scherz, Frankfurt am Main 2025, ISBN 978-3-651-00136-7.